# Statistiche della Coppa del Mondo di rugby 1999

## Statistiche di squadra
| #  | Squadra       | G | V | N | P | P+  | P-  | P±   | MT | TR | CP | DG |
| -- | ------------- | - | - | - | - | --- | --- | ---- | -- | -- | -- | -- |
| V  | Australia     | 6 | 6 | 0 | 0 | 221 | 73  | +148 | 24 | 19 | 20 | 1  |
| F  | Francia       | 6 | 5 | 0 | 1 | 210 | 144 | +66  | 22 | 17 | 20 | 2  |
| SF | Sudafrica     | 6 | 5 | 0 | 1 | 219 | 101 | +118 | 21 | 18 | 18 | 8  |
| SF | Nuova Zelanda | 6 | 4 | 0 | 2 | 255 | 111 | +144 | 29 | 22 | 22 | 0  |
| QF | Scozia        | 5 | 3 | 0 | 2 | 173 | 108 | +65  | 20 | 14 | 12 | 3  |
| QF | Galles        | 4 | 2 | 0 | 2 | 127 | 95  | +32  | 14 | 12 | 11 | 0  |
| QF | Argentina     | 5 | 3 | 0 | 2 | 137 | 122 | +15  | 6  | 4  | 32 | 1  |
| QF | Inghilterra   | 5 | 3 | 0 | 2 | 250 | 115 | +135 | 26 | 21 | 26 | 0  |
| B  | Irlanda       | 4 | 2 | 0 | 2 | 124 | 73  | +51  | 12 | 11 | 12 | 2  |
| B  | Samoa         | 4 | 2 | 0 | 2 | 117 | 107 | +10  | 13 | 11 | 10 | 0  |
| B  | Figi          | 4 | 2 | 0 | 2 | 148 | 113 | +35  | 17 | 15 | 10 | 1  |
| 3G | Canada        | 3 | 1 | 0 | 2 | 114 | 82  | +32  | 12 | 12 | 9  | 1  |
| 3G | Uruguay       | 3 | 1 | 0 | 2 | 42  | 97  | −55  | 4  | 2  | 6  | 0  |
| 3G | Romania       | 3 | 1 | 0 | 2 | 50  | 126 | −76  | 5  | 2  | 7  | 0  |
| 3G | Tonga         | 3 | 1 | 0 | 2 | 47  | 171 | −124 | 4  | 3  | 6  | 1  |
| 4G | Stati Uniti   | 3 | 0 | 0 | 3 | 52  | 135 | −83  | 5  | 3  | 6  | 1  |
| 4G | Giappone      | 3 | 0 | 0 | 3 | 36  | 140 | −104 | 2  | 1  | 8  | 0  |
| 4G | Spagna        | 3 | 0 | 0 | 3 | 18  | 122 | −104 | 0  | 0  | 6  | 0  |
| 4G | Namibia       | 3 | 0 | 0 | 3 | 42  | 186 | −144 | 4  | 2  | 6  | 0  |
| 4G | Italia        | 3 | 0 | 0 | 3 | 35  | 196 | −161 | 2  | 2  | 7  | 0  |

## Statistiche individuali

### Mete
| Mete | Giocatore                |
| ---- | ------------------------ |
| 8    | Jonah Lomu               |
| 6    | Jeff Wilson              |
| 4    | Viliame Satala           |
| 4    | Philippe Bernat-Salles   |
| 4    | Dan Luger                |
| 4    | Keith Wood               |
| 3    | Toutai Kefu              |
| 3    | Ben Tune                 |
| 3    | Morgan Williams          |
| 3    | Fero Lasagavibau         |
| 3    | Ugo Mola                 |
| 3    | Émile Ntamack            |
| 3    | Mark Taylor              |
| 3    | Phil Greening            |
| 3    | Brian Lima               |
| 3    | Martin Leslie            |
| 3    | Cammie Murray            |
| 3    | Joost van der Westhuizen |
| 2    | Agustín Pichot           |
| 2    | Afato So'oialo           |

### Punti
| Punti | Giocatore           |
| ----- | ------------------- |
| 102   | Gonzalo Quesada     |
| 101   | Matt Burke          |
| 97    | Jannie de Beer      |
| 79    | Andrew Mehrtens     |
| 69    | Jonny Wilkinson     |
| 65    | Christophe Lamaison |
| 62    | Silao Leaega        |
| 57    | Neil Jenkins        |
| 54    | Paul Grayson        |
| 51    | Kenny Logan         |
| 49    | Gareth Rees         |
| 45    | Richard Dourthe     |
| 41    | David Humphreys     |
| 40    | Jonah Lomu          |
| 38    | Nicky Little        |
| 36    | Tony Brown          |
| 30    | Diego Domínguez     |
| 30    | Jeff Wilson         |
| 29    | Kevin Dalzell       |
| 26    | Keiji Hirose        |

## Affluenza
| Data            | Incontro                          | Impianto                          | Spettatori |
| --------------- | --------------------------------- | --------------------------------- | ---------- |
| 24 ottobre 1999 | Inghilterra — Sudafrica 21-44     | Stade de France, Saint-Denis      | 75000      |
| 9 ottobre 1999  | Inghilterra — Nuova Zelanda 16-30 | Stadio di Twickenham, Londra      | 73500      |
| 31 ottobre 1999 | Francia — Nuova Zelanda 43-31     | Stadio di Twickenham, Londra      | 73000      |
| 30 ottobre 1999 | Australia — Sudafrica 27-21       | Stadio di Twickenham, Londra      | 73000      |
| 15 ottobre 1999 | Inghilterra — Tonga 101-10        | Stadio di Twickenham, Londra      | 73000      |
| 1º ottobre 1999 | Galles — Argentina 23-18          | Millennium Stadium, Cardiff       | 72500      |
| 23 ottobre 1999 | Galles — Australia 9-24           | Millennium Stadium, Cardiff       | 72500      |
| 6 novembre 1999 | Australia — Francia 35-12         | Millennium Stadium, Cardiff       | 72500      |
| 9 ottobre 1999  | Galles — Giappone 64-15           | Millennium Stadium, Cardiff       | 72500      |
| 14 ottobre 1999 | Galles — Samoa 31-38              | Millennium Stadium, Cardiff       | 72500      |
| 2 ottobre 1999  | Inghilterra — Italia 67-7         | Stadio di Twickenham, Londra      | 70000      |
| 20 ottobre 1999 | Inghilterra — Figi 45-24          | Stadio di Twickenham, Londra      | 60000      |
| 24 ottobre 1999 | Scozia — Nuova Zelanda 18-30      | Stadio di Murrayfield, Edimburgo  | 59757      |
| 3 ottobre 1999  | Scozia — Sudafrica 29-46          | Stadio di Murrayfield, Edimburgo  | 57612      |
| 4 novembre 1999 | Nuova Zelanda — Sudafrica 18-22   | Millennium Stadium, Cardiff       | 53000      |
| 10 ottobre 1999 | Irlanda — Australia 3-23          | Lansdowne Road, Dublino           | 49250      |
| 24 ottobre 1999 | Argentina — Francia 26-47         | Lansdowne Road, Dublino           | 40000      |
| 16 ottobre 1999 | Francia — Figi 28-19              | Stadium Municipal, Tolosa         | 36000      |
| 16 ottobre 1999 | Argentina — Giappone 33-12        | Millennium Stadium, Cardiff       | 36000      |
| 8 ottobre 1999  | Francia — Namibia 47-13           | Parc Lescure, Bordeaux            | 34030      |
| 15 ottobre 1999 | Irlanda — Romania 44-14           | Lansdowne Road, Dublino           | 33000      |
| 2 ottobre 1999  | Irlanda — Stati Uniti 53-8        | Lansdowne Road, Dublino           | 30000      |
| 14 ottobre 1999 | Canada — Namibia 72-11            | Stadium Municipal, Tolosa         | 28000      |
| 9 ottobre 1999  | Canada — Figi 22-38               | Parc Lescure, Bordeaux            | 27000      |
| 14 ottobre 1999 | Italia — Nuova Zelanda 3-101      | McAlpine Stadium, Huddersfield    | 22032      |
| 3 ottobre 1999  | Nuova Zelanda — Tonga 45-9        | Ashton Gate Stadium, Bristol      | 22000      |
| 20 ottobre 1999 | Argentina — Irlanda 28-24         | Stadio Félix Bollaert, Lens       | 22000      |
| 2 ottobre 1999  | Francia — Canada 33-20            | Stade de la Méditerranée, Béziers | 18000      |
| 16 ottobre 1999 | Scozia — Spagna 48-0              | Stadio di Murrayfield, Edimburgo  | 17593      |
| 20 ottobre 1999 | Scozia — Samoa 35-20              | Stadio di Murrayfield, Edimburgo  | 15661      |
| 3 ottobre 1999  | Giappone — Samoa 9-43             | Racecourse Ground, Wrexham        | 15000      |
| 14 ottobre 1999 | Australia — Stati Uniti 55-19     | Thomond Park, Limerick            | 13000      |
| 3 ottobre 1999  | Australia — Romania 57-9          | Ravenhill Stadium, Belfast        | 12500      |
| 10 ottobre 1999 | Argentina — Samoa 32-16           | Stradey Park, Llanelli            | 11000      |
| 10 ottobre 1999 | Italia — Tonga 25-28              | Welford Road Stadium, Leicester   | 10244      |
| 1º ottobre 1999 | Figi — Namibia 67-18              | Stade de la Méditerranée, Béziers | 10000      |
| 8 ottobre 1999  | Scozia — Uruguay 43-12            | Stadio di Murrayfield, Edimburgo  | 9463       |
| 10 ottobre 1999 | Sudafrica — Spagna 47-3           | Stadio di Murrayfield, Edimburgo  | 4769       |
| 2 ottobre 1999  | Spagna — Uruguay 15-27            | Netherdale, Galashiels            | 3761       |
| 15 ottobre 1999 | Sudafrica — Uruguay 39-3          | Hampden Park, Glasgow             | 3000       |
| 9 ottobre 1999  | Romania — Stati Uniti 27-25       | Lansdowne Road, Dublino           | 3000       |